# Martín Pando
Martín Esteban Pando (* 26. Dezember 1934; † 7. Mai 2021) war ein argentinischer Fußballspieler, der an der Fußball-Weltmeisterschaft 1962 teilnahm. Mit CA River Plate wurde der Mittelfeldspieler Anfang der 1960er Jahre zweimal Vizemeister.

## Karriere

### Vereinskarriere
Der nur 1,59 Meter große Martín Pando begann seine aktive Laufbahn als Fußballspieler 1955 mit neunzehn Jahren bei CA Platense in der Provinz Buenos Aires, der damals in der Primera División, der höchsten Spielklasse im argentinischen Fußball, zugegen war. Bis 1957 kam Pando für Platense auf sieben Einsätze in der ersten Mannschaft, ehe er zur Saison 1958 zu den Argentinos Juniors wechselte. Für die Juniors spielte Pando bis 1961 in 105 Ligaspielen in der Primera División und erzielte dabei 25 Tore.
Zum Jahreswechsel 1961/62 ging Martín Pando zum Rekordmeister CA River Plate, wo er an der Seite des Torhüters Amadeo Carrizo, des Verteidigers Vladislao Cap und des Mittelfeldstars Ermindo Onega 1962 und 1963 Vizemeister wurde. Insgesamt bestritt er 53 Ligaspiele mit sechs Torerfolgen für River. Im Jahre 1965 verließ Martín Pando River Plate und wechselte zum Ligakonkurrenten CA Lanús aus der Provinz Buenos Aires, für den er noch einmal zu 77 Einsätzen und fünf Toren kam. Dort beendete er 1967 seine aktive Laufbahn im Alter von 33 Jahren.
Zwischen 1973 und 1991 war er Trainer bei River Plate und arbeitete dort vornehmlich im Jugendbereich, in dessen Reihen damals vor allem Claudio Caniggia und Hernán Crespo herausragten. 1983 übernahm er während eines Spielerstreiks für die ersten sieben Partien der Saison die Kampfmannschaft von River. 1984 war er noch einmal für ein Spiel als Hauptverantwortlicher auf der Bank von River.

### Nationalmannschaft
Zwischen 1960 und 1962 wurde Martín Pando als Spieler der Argentinos Juniors und von River Plate zu elf Einsätzen in der argentinischen Fußballnationalmannschaft berufen. 1962 wurde er von Nationaltrainer Juan Carlos Lorenzo ins Aufgebot für die Fußball-Weltmeisterschaft in Chile gesetzt. Während des Turniers, das für die argentinische Mannschaft bereits nach der Vorrunde als Gruppendritter hinter Ungarn und England sowie vor Bulgarien endete, wurde Pando nur in der letzten Partie gegen Ungarn aufgestellt und fungierte dabei als Spielführer. Ein Sieg hätte hier noch den zweiten Platz ermöglicht, das Spiel endete aber 0:0.

### Tod
Martín Pando starb am 7. Mai 2021, im Alter von 86 Jahren, vier Tage nach Rafael Albrecht, einem weiteren Teamspieler der WM von 1962.

## Einzelnachweis
1. ↑  Falleció Martín Pando, ex fútbolista y entrenador de River

| Personendaten    | Personendaten                              |
| ---------------- | ------------------------------------------ |
| NAME             | Pando, Martín                              |
| ALTERNATIVNAMEN  | Pando, Martín Esteban (vollständiger Name) |
| KURZBESCHREIBUNG | argentinischer Fußballspieler              |
| GEBURTSDATUM     | 26. Dezember 1934                          |
| GEBURTSORT       | Argentinien                                |
| STERBEDATUM      | 7. Mai 2021                                |